# Meigsov napad
Meigsov napad (znan tudi kot Bitka pri Sag Harborju) je bil vojaški napad ameriških sil kontinentalne armade pod poveljstvom polkovnika Return J. Meigs, Sr. na britansko lojalistično skupino nabiralcev hrane v Sag Harbor, New York 24. maja 1777 med ameriško revolucionarno vojno. Šest lojalistov je bilo ubitih in 90 ujetih, medtem ko Američani niso utrpeli žrtev. Napad je bil izveden kot odgovor na uspešen britanski napad na Danbury, Connecticut konec aprila, ki so se mu ameriške sile uprle v bitki pri Ridgefieldu.
Ekspedicijo, ki jo je v New Havenu v Connecticutu organiziral brigadni general Samuel Holden Parsons, je 23. maja prečkala Long Island Sound iz Guilforda v Connecticutu, vlekla kitolovce čez North Fork, okrožje Suffolk, New York na Long Islandu in zgodaj naslednje jutro napadla pristanišče Sag Harbor, pri čemer je uničila čolne in zaloge.